# I Wrestled A Bear Once
Iwrestledabearonce fue una banda de deathcore, formada en 2007, en Shreveport, Luisiana, Estados Unidos. Hasta la fecha, han grabado un EP, 4 álbumes de estudio y 2 remixes. El nombre nació de un comentario de Gary Busey en Comedy Central.

## Historia

### Formación, primer EP eIt's All Happening(2007-2010)
Antes de Iwrestledabearonce, el guitarrista Steven Bradley tocó en la banda Luisiana de Mathcore Statuescryeding, la banda estuvo activa alrededor de 2004 y se separó en algún momento de 2006. Bradley conoció a Krysta Cameron, momento en el que decidió comenzar a ensayar música con ella y otros músicos del área cuando se quedó impresionado con sus guturales. Iwrestledabearonce se formó oficialmente en el 2007 en Shreveport, Luisiana.
La banda lanzó de forma independiente su EP homónimo ese mismo año y luego fue relanzado con el sello discográfico Tragic Hero Records. El lanzamiento le dio a la banda un pequeño grupo de seguidores por su gran estilo musical tan experimental. También, la banda logró llamar la atención suficiente para adquirir un baterista, Ryan Pearson, ya que, durante la grabación del EP, toda la percusión fue hecha con una batería virtual. Iwrestledabearonce firmó después con Century Media Records en el 2008 después de su inclusión en tours para dar a conocer y apoyar el EP. El grupo después grabó y lanzó su álbum debut It's All Happening el 2 de junio de 2009 en Estados Unidos y luego el 31 de agosto del mismo año en Europa.
Entre junio y septiembre del 2008, su sencillo Tastes Like Kevin Bacon apareció en la lista "Devils Dozen" de la estación de radio Sirius Hard Attack en el puesto número 4 de las 12 canciones más solicitadas.

### Ruining It for Everybodyy salida de Krysta (2011-2012)
Ruining It for Everybody fue lanzado en julio del 2011. En el Vans Warped Tour del 2012, la vocalista Krysta Cameron dejó la banda de manera temporal e indefinida debido a que estaba embarazada, siendo reemplazada por Courtney LaPlante.

### Late for Nothing(2013)

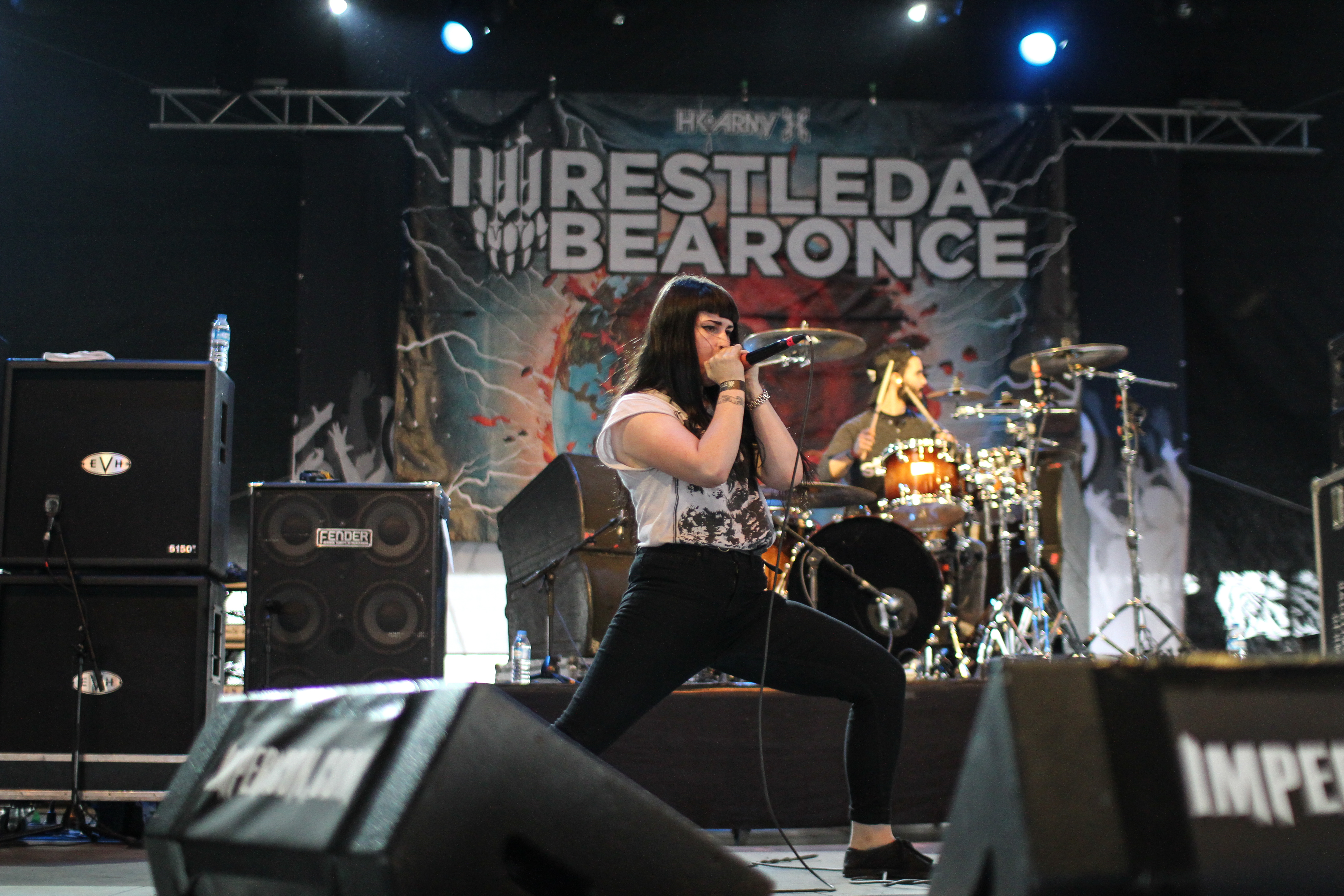
IWABO en su presentación en el With Full Force Festival 2013.

En enero del 2013 la banda comenzó a componer música para su nuevo material. El 25 de mayo a través de su página de Facebook anunciaron que habían terminado de grabar, posterior mente en junio anunciaron que el nuevo álbum llevaría por título Late for Nothing y sería lanzado el 6 de agosto de 2013. El 11 de junio lanzaron Thunder Chunky como sencillo promocional. El 25 de junio su discografía Century Media Records anunció Firebees como segundo sencillo.

### Hail Mary (2015-presente)
Hail Mary es el cuarto y último álbum de estudio de la banda. El álbum fue lanzado el 16 de junio de 2015 a través de Artery Recordings y fue producido por el guitarrista Steven Bradley. Es el segundo y último álbum con la vocalista Courtney LaPlante.

## Estilo musical
El estilo de la banda es considerado como metalcore, avant-garde metal y grindcore, con influencias de jazz, metal progresivo, música electrónica, synthpop, y música hillbilly. La experimentación de la banda es notable, además de sus influencias de The Dillinger Escape Plan, Radiohead y Björk, y la capacidad vocal de Courtney, inspirada por Björk.

## Integrantes

### Miembros actuales
- Steven Bradley — guitarras, teclados, programación (2007-presente)
- Mike Montgomery — batería, percusión, coros (2008-presente)
- Mike Martin — bajo (2009-presente)

### Miembros anteriores
- Brian Dozier — bajo (2007-2008)
- Ryan Pearson — batería, percusión (2007-2008)
- Krysta Cameron — voz (2007-2012)
- Melissa Cameron - guitarra rítmica (2008–2009)
- Daniel Andrews — teclados, samplers, programación (2007-2009)
- Dave Branch — bajo (2008-2009)
- John Ganey — guitarra rítmica (2007–2008, 2009–2013)
- Courtney LaPlante — voz  (2012-2016)
- Mike Stringer — guitarra rítmica (2013-2016)

Timeline

## Members
|  | Final Line-up - Steven Bradley - lead guitar, programming (2007–2015, studio only 2015–2016) - Mikey Montgomery - drums (2008–2016) (5th Element) - Mike "Rickshaw" Martin - bass (2009–2016) | Former members - Brian Dozier - bass (2007–2008) - Ryan Pearson - drums (2007–2008) - Daniel Andrews - keyboards, samples, programming (2007–2009) (Empyrean Lights) - Melissa Cameron - rhythm guitar (2008–2009) (Empyrean Lights) - Dave Branch - bass (2008–2009) - Krysta Cameron - lead vocals (2007–2012) (Empyrean Lights) - John Ganey - rhythm guitar, programming (2007–2008, 2009–2013) - Courtney LaPlante - lead vocals (2012–2016) (ex-Unicron, Spiritbox) - Mike Stringer - rhythm guitar (2015–2016) (Spiritbox) |

Timeline

## Discografía

### Álbumes
- It's All Happening  (2009)
- Ruining It For Everybody (2011)
- Late For Nothing (2013)
- Hail Mary (2015)

### EP
- Iwrestledabearonce EP (2007)
- It's All Remixed EP (2010)
- It's All Dubstep EP (2010)

## Videografía
| Título                                     | Año  | Director      | Del Álbum                |
| ------------------------------------------ | ---- | ------------- | ------------------------ |
| Ulrich Firelord: Breaker of Mountains      | 2007 | —             | Iwrestledabearonce       |
| Tastes Like Kevin Bacon                    | 2008 | David Anthony | Iwrestledabearonce       |
| You Ain't No Family                        | 2009 | —             | It's All Happening       |
| See You in Shell                           | 2010 | —             | It's All Happening       |
| Danger in the Manger                       | 2010 | —             | It's All Happening       |
| The Cat's Pajamas                          | 2010 | —             | It's All Happening       |
| You Know That Ain’t Them Dogs' Real Voices | 2011 | Scott Hansen  | Ruining It for Everybody |
| I'm Gonna Shoot                            | 2012 | —             | Ruining It for Everybody |
| Boat Paddle                                | 2013 | —             | Late for Nothing         |